# 양천운수
주식회사 양천운수는 서울특별시 양천구를 근거지로 하는 서울특별시의 시내버스 업체이다. 본사는 양천공영차고지에 위치하고 난곡공영차고지에 영업소를 두고 있다.

## 개요
2004년 6월 18일 오케이버스로 법인이 설립되었다. 당시 2004년 7월 1일 서울특별시 버스 개편과 함께 서울특별시 구로구 신도림동과 서울특별시 영등포구 신길동 마을버스 업체를 중심으로 구성해 전환 시내버스 업체로 출발하였다. 간선버스 602번의 운영 규정 준수에 따라 전환 시내버스 업체 최초로 시내버스 업체로 법인이 승격·전환되었다.
2017년 12월 12일에 오케이버스는 양천운수라는 법인을 신설하고 기존 오케이버스의 운송 면허, 노선, 순자산 등을 오케이버스에서 양천운수로 이관하여 2018년 8월 1일부터 운행을 시작했다.

## 연혁

### 주식회사 신흥운수(舊 오케이버스) 역사
- 2004년 6월 18일: 오케이버스로 법인 설립
- 2004년 7월 1일: 전환 시내버스 업체로 회사 창립
- 2008년 9월 1일: 신흥기업 0016번, 8001번을 인수
- 2008년 11월: 신흥기업 2223번을 인수
- 2009년 7월 11일: 8001번 폐선
- 2010년: 부일운수를 계열사로 편입
- 2010년 3월 16일: 풍양운수 인수·합병과 함께 양천공영차고지로 본사 이전
- 2010년 7월 1일: 계열사 한빛운수 설립과 함께 광진05번, 관악01번 양도
- 2010년 7월 9일: 금진교통 인수·합병
- 2011년 7월 1일: 정규 시내버스 업체로 법인 승격
- 2011년 11월 11일: 계열사 은성운수 설립
- 2012년 9월 18일: 6516번 운행과 함께 성현동영업소 철수
- 2013년 3월 20일: 계열사 양정운수 설립
- 2013년 4월 1일: 6653번을 영등포09번으로 형간전환 후, 양정운수에 양도
- 2013년 9월 12일: N16번 운행 개시
- 2015년 2월 26일: 8663번 운행 개시
- 2015년 12월 1일: 5538번을 관악11번으로 형간전환 후, 은성운수에 양도
- 2016년 8월 10일: 신흥기업을 계열사로 편입
- 2016년 8월 17일: 계열사 한강운수 설립
- 2016년 9월 12일: 6650번 ~ 6651번을 영등포12번 ~ 영등포13번으로 형간전환 후, 한강운수에 양도
- 2016년 9월 21일: 계열사 부일운수를 시영운수에 이관[2]
- 2018년 8월 1일: 운송 면허 및 운행 노선, 순자산을 계열사로 신설한 양천운수로 모두 이관. 오케이버스 법인 자체는 그대로 존치.
- 2019년 6월 13일: 오케이버스의 회사 명칭을 주식회사 신흥운수로 변경함과 동시에, 본점을 서울특별시 광진구 자양번영로 3 (자양동)으로 이전하였다.
- 2019년 12월 16일: 계열사 신흥기업의 운송 면허 및 운행 노선, 순자산을 모두 신흥운수로 이관

### 주식회사 양천운수 역사
- 2018년 5월 29일: 김선우 대표이사 취임. (여상현, 김선우 2인 대표이사 체제)
- 2018년 8월 1일: 6649, 6654번을 신흥운수로 양도 및 기존 오케이버스의 운행 노선을 이어받아 시내버스 운송업 개시
- 2018년 8월 2일: 자본금을 11억 원으로 증자.
- 2020년 2월 4일: 여상현 대표이사 사임. (김선우 대표이사 단독 대표이사 체제)

### 오케이버스 합류 이전 역사

#### 기존 굿모닝교통
- 1990년대 중반: 15-10번 (現 6649번) 운행 시작 - 주식회사 신도림마을버스
- 2002년: (주)신도림마을버스/갑을운수 버스 회사 통합과 함께 주식회사 굿모닝교통으로 명칭 변경
- 2004년 7월 1일: (주)굿모닝교통이 오케이버스 컨소시엄에 합류

#### 기존 풍양운수

##### 1960년대~1980년대
- 1965년: 동아운수에서 분리되어 신동아운수로 설립. 좌석버스 82번 (폐선된 5011번 전신) 운행 시작
- 1970년: 노선 개편으로 좌석버스 82번에서 도시형버스 85번으로 변경
- 1973년 2월 7일: 신동아운수 부도로 85번 버스 운행 중단
- 1973년 봄: 봉천교통 설립으로 85번 버스 운행 재개
- 1978년 7월: 한강대교 버스 추락사고로 33명이 사망하고 13명이 부상 당하는 사건 발생, 이후 풍양운수로 사명 변경
- 1980년대: 85-1번 노선 신설 (現 5524번)

##### 1990년대~2004년서울시내버스 개편 이전
- 1990년대: 좌석버스 85-2번 신설 (도시형버스 85번 버스와 유사)
- 1992년 8월: 좌석버스 85-2번 노선 조정 (대학로 미경유로 변경)
- 1997년: 85-2번 폐선 (85번 버스와 통폐합)
- 2001년: 성북구 마을버스 4번(성북동 - 성북구청)을 순환버스 491번으로 전환
- 2002년 3월 28일: 당시 같은 계열사였던 화곡교통(양천구 신월동 545-5번지 소재, 1969년 설립)을 흡수합병하였다.
- 2002년 말: 좌석버스 631번을 도시형버스 325번으로 형간전환

##### 2004년서울시내버스 개편 이후
- 2004년 7월 1일: 시내버스 체계 개편과 함께 간선버스 1개/지선버스 5개 노선으로 운행 개시 및 다모아자동차, 메트로버스에 간접 출자하였다.
- 2008년 6월 1일: 지선버스 5011번 폐선
- 2008년 8월 2일: 지선버스 5520번을 신설하여 관악교통과 공동배차로 운행
- 2010년 3월 16일: 오케이버스에 인수 합병되면서 컨소시엄에 합류

#### 기존 금진교통

##### 2004년서울시내버스 개편 이전
- 2004년 이전: 동대문구 마을버스 업체 좋은교통과, 강남구 마을버스업체 대치마을버스로 운행

##### 2004년서울시내버스 개편 이후
- 2004년 7월 1일: 시내버스 개편과 함께 지선버스 업체 대치운수로 전환
- 2007년 5월: 사명을 대치운수에서 금진교통으로 변경
- 2010년 4월 9일: 1213번이 답십리역으로 단축되면서 2237번으로 단독 운행과 함께 분리.
- 2010년 3월 22일: 동대문 05/동대문 06번을 태현교통에 매각
- 2010년 5월 29일: 강남 07번을 스마일버스로 매각
- 2010년 7월 9일: 본 업체에 인수 합병되면서 컨소시엄 합류

## 운행 노선
2025년 1월 10일 기준이다.
| 운행노선 | 운행구간             | 운행구간 | 운행구간     | 배차간격 (분) | 인가 대수 | 비고                                 |
| -------- | -------------------- | -------- | ------------ | ------------- | --------- | ------------------------------------ |
| 602번    | 양천공영차고지       | ↔        | 서소문       | 6~12          | 27        | 구 327번                             |
| 5524번   | 난곡공영차고지       | ↔        | 중앙대학교   | 6~10          | 29        | 구 85-1번                            |
| 6516번   | 양천공영차고지       | ↔        | 경동택배     | 12~22         | 19        | 구 5526, 5612, 6618번 통합           |
| 6623번   | 양천공영차고지       | ↔        | 여의도       | 8~17          | 14        | 구 326번 변경                        |
| 6627번   | 양천공영차고지       | ↔        | 이대목동병원 | 11~20         | 12        | 구 22-1번 변경                       |
| 6714번   | 양천공영차고지       | ↔        | 이대부고     | 13~20         | 11        | 구 328번 단축                        |
| N16번    | 도봉산역광역환승센터 | ↔        | 온수동종점   | 20~30         | 6         | 서울교통네트웍, 아진교통과 공동 배차 |

## 이전 보유 노선

### 개편 전 노선

#### 도시형버스
- 85번: 봉천동 ↔ 성북동 《구 풍양운수 노선, 5011번으로 용산역까지 운행되다가 2008년 6월 1일에 폐선되었다.》
- 85-1번: 신림동 ↔ 중앙대 《구 풍양운수 노선, 5524번》
- 85-2번: 신림동 ↔ 서울대 《구 풍양운수 노선, 6511번으로 현재는 태진운수에서 운행 중이다.》
- 129번: 신정동 ↔ 종로2가 《구 화곡교통 노선, 5712번으로 현재는 한남운수에서 운행 중이다.[4]》
- 325번: 신월동 ↔ 명동롯데 (구 631번) 《구 풍양운수 노선, 신인운수 5012번이 일부 구간 대체하여 운행하고 있다.》
- 326번: 신월동 ↔ 여의도 《구 화곡교통, 풍양운수 노선, 6623번》
- 327번: 신월동 ↔ 서소문 (구 1003번) 《구 화곡교통,풍양운수 노선, 602번》
- 328번: 신월동 ↔ 신세계 《구 화곡교통, 풍양운수 노선, 6714번》
- 328-1번: 신월동 ↔ 신촌역 《구 화곡교통, 풍양운수 노선, 개편 후 6713번으로 변경하려고 했으나 백지화되어 삼화상운 163번이 신촌 ~ 목동 구간을 대체하여 운행하고 있다.》
- 491번: 성북동 ↔ 성북구청 《구 풍양운수 노선, 2004년 7월 1일 개편 이전에 폐선되었던 노선이다.》

#### 좌석버스
- 85-2번 (좌석): 봉천동 ↔ 성북동 《구 풍양운수 노선, 1997년 폐선》
- 603번 (좌석): 신월동 ↔ 서울시청 앞 《구 화곡교통 노선》
- 631번 (좌석): 신월동 ↔ 미도파 《구 화곡교통 노선, 2002년 후반에 도시형 버스로 형간 전환되면서 325번으로 변경되었다가 개편 후 폐선되었다.》
- 1003번 (좌석): 신월동 ↔ 서울시청 앞 《구 화곡교통 노선, 도시형버스로 형간전환되면서 327번으로 변경되었다가 개편 후 602번으로 운행하고 있다.》

#### 마을버스
- 구로마을 15-10번: 신도림역 ↔ CBA수련원 《6649번》

### 개편후 노선
- ● 0016번: 남정초등학교 ↔ 서울역 (구 용산마을 6번)
- ● 2223번: 서울신자초등학교 ↔ 강변역 (광진05번으로 전환)
- ● 4429번: 서울남부버스터미널 ↔ 예술의 전당 (구 서초마을 01-9번)
- ● 4430번: 공무원 연금매장 ↔ 양재역 (구 서초마을 08-1번)
- ● 4431번: 신사역 ↔ 학동역 (구 서초마을 01-6번)
- ● 5520번: 풍양운수 종점 ↔ 경인교육대학교 (관악교통과 공동배차로 운행하였다.)
- ● 5526번: 풍양운수 종점 ↔ 석수역 (구 550번)
- ● 5538번: 봉천역 ↔ 재넘이고개
- ● 5612번: 풍양운수 종점 ↔ 영등포구청 (구 105번)
- ● 6600번: 강서공영차고지 ↔ 경인아라뱃길 김포터미널 (다모아자동차, 공항버스, 김포교통과 공동배차로 운행하였다.)
- ● 6618번: 양천공영차고지 ↔ 신도림역 (도원교통과 공동배차로 운행하였다.)
- ● 6648번: 신도림역 ↔ 양천구청역 (구 양천마을 6번)
- ● 6649번: 신도림역 ↔ 도림사거리 (구 구로마을 15-10번)
- ● 6650번: 신도림역 ↔ 당산역 (구 영등포마을 16번 연장)
- ● 6651번: 대방천사거리 ↔ 신도림역 (구 영등포마을 16-2번)
- ● 6652번: 대방역 ↔ 신풍역 (구 영등포마을 16-7A번)
- ● 6653번: 신도림역 ↔ 영등포역 후문 (구 영등포마을 16-3번)
- ● 6654번: 해군회관 ↔ 여의도역 (구 영등포마을 16-9번)
- ● 6656번: 대방역 ↔ 해군회관
- ● 8001번: 남정초등학교 ↔ 서울역
- ● 8331번: 잠실역 ↔ 어도
- ● 8663번: 가양역 → 여의도역
- ● 광진05번: 서울신자초등학교 ↔ 강변역 (구 2223번)
- ● 관악01번: 봉천역 ↔ 숭실대입구역 (구 관악마을 2번)
- ● 영등포06번: 대방역 ↔ 해군회관 (구 6656번)

## 사업장 현황
- 본점: 서울특별시 양천구 신정로7길 17 (신정동)
- 난곡영업소: 서울특별시 관악구 난곡로 93 (신림동)

## 보유 차량

#### KGM커머셜
- 에디슨모터스 화이버드
- 에디슨모터스 E-화이버드
- KGM 스마트 110

#### 자일대우버스
- 자일대우 BS106 뉴 로얄시티

#### 현대자동차
- 현대 일렉시티

#### 우진산전
- 우진산전 아폴로 1100

## 갤러리

서울시내버스 602번 (폐차)
서울시내버스 구 6648번 (폐차)
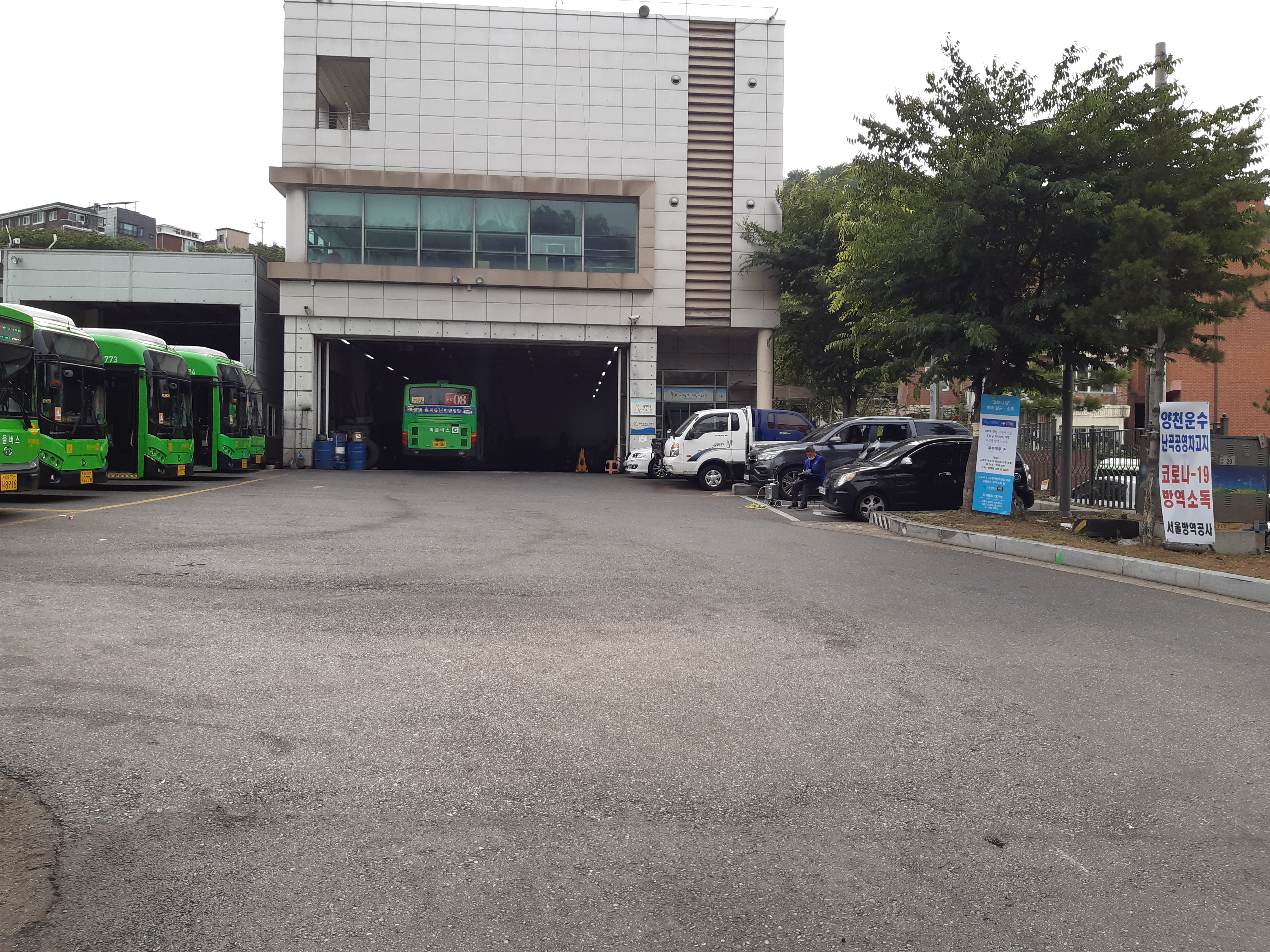
양천운수 난향동 공영 차고지